# Комісаренко Богдан Сергійович
Богда́н Сергі́йович Коміса́ренко (23 липня 1992, м. Лозова Харківської області — 12 травня 2023, біля села Григорівка на Донеччині) — солдат Збройних Сил України, учасник російсько-української війни.

## Життєпис
Народився 23 липня 1992 року в місті Лозова Харківської області. Вищу освіту здобув у Харківському національному університеті внутрішніх справ за спеціальністю «Слідство та дізнання».
Служив у Національній гвардії в Павлограді, пізніше працював за кордоном.
З початком повномасштабного російського вторгнення став до лав ТрО, був солдатом у 113 окремій бригаді територіальної оборони.
Загинув 12 травня 2023 року біля села Григорівка на Донеччині.

## Нагороди
- Орден «За мужність» III ступеня[1].